# Bahnhof Oostende

Der Bahnhof Ostende ist der größte Bahnhof von Ostende und gemessen an den Fahrgastzahlen einer der verkehrsreichsten in Belgien sowie der wichtigste Bahnhof an der belgischen Nordseeküste. Als Kopfbahnhof ist er Streckenende und Linienende aller hier ankommenden Züge. Am Bahnhof besteht Umsteigemöglichkeit zum Busnetz der Stadt sowie zur Kusttram.

## Lage

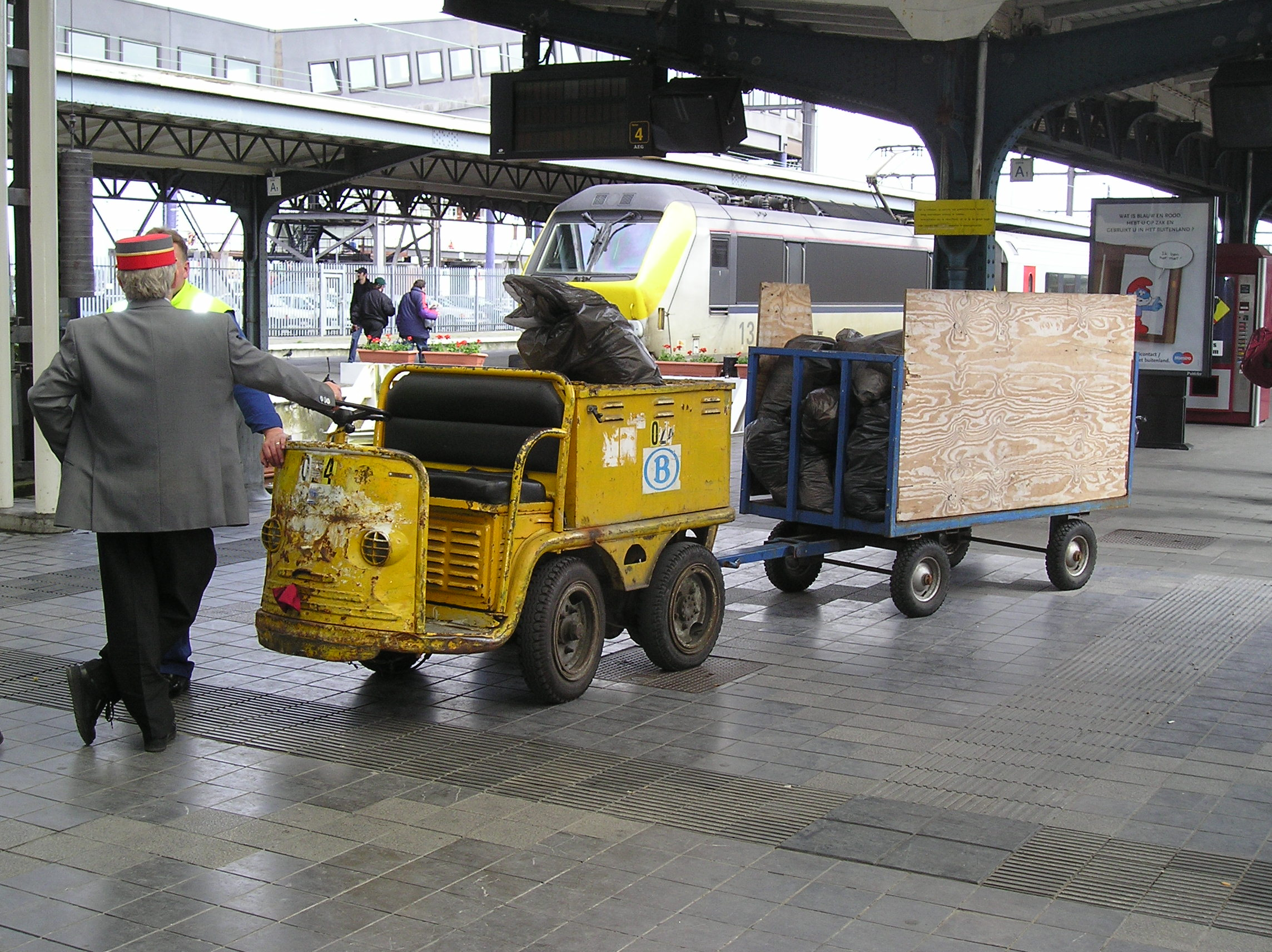
Bahnhofspersonal in Ostende

Das Bahnhofsgebäude befindet sich – rechtwinklig zu ihr gelegen – etwa 1000 Meter von der in Nordost–Südwest-Richtung gerichteten Küstenlinie direkt am nordöstlich und nördlich gelegenen, sogenannten Voorhafen. Die Altstadt von Ostende ist fußläufig nordwestlich, nur durch den Jachthafen getrennt. Auch der Fährhafen ist zu Fuß erreichbar.

## Geschichte
Im Jahr 1838 wurde der Bahnhof Ostende-Stadt (französisch Ostende-Ville) in der Nähe des Stadtzentrums eröffnet. Der Bahnhof Ostende-Kai wurde später erbaut, dieser befindet sich in Hafennähe und übernimmt die Rolle als Hauptbahnhof im Jahr 1893. Im Jahr 1950 wurde der Stadtbahnhof geschlossen und 1956 abgerissen. Das Bahnhofsgebäude haben die Architekten Otten et Franz Seulen in den Jahren 1907 bis 1913 erbaut, es ersetzte einen Holzbau von 1904. Der Baustil stellt die Belle Époque dar und ist aus den Arbeiten des französischen Architekten Francois Mansart, dem Klassizismus, inspiriert. Außerdem weist das Gebäude einige Details im Ludwig XVI.- und Jugendstil auf. Zwei quadratische Türme befinden sich links und rechts der Glas-Konstruktion.
Der Bahnhof Ostende war auch Endpunkt der 25 Kilometer langen „Groene 62“, eine ehemalige Eisenbahnlinie, die gegenwärtig ein Natur-, Wander- und Fahrradgebiet bildet und von 1864 bis 1963 Bestand hatte. Von Torhout bestand Verbindung zu weiteren westlich und südlich verlaufenden Strecken, über die auch internationale Verbindungen wie beispielsweise von Lille angeboten wurden.
Im Bahnhof befand sich, seit der Eröffnung und bis in die 1960er Jahre, das Hôtel Terminus Maritime. Das Empfangsgebäude ist in der Liste der Commission royale des monuments et des sites der nationalen Denkmalschutzbehörde erfasst. Der Bahnhof war ein wichtiger Umsteigepunkt von der Bahn auf das Schiff, hauptsächlich nach England über den Hafen von Ostende.
Von Ende 2011 bis Anfang 2019 fanden Bauarbeiten zu besseren Verknüpfung der einzelnen Verkehrsträger statt. Das Projekt kostete 150 Millionen Euro. Der Bahnhof erhielt dabei eine neue gläserne Bahnsteigüberdachung.

## Verkehr

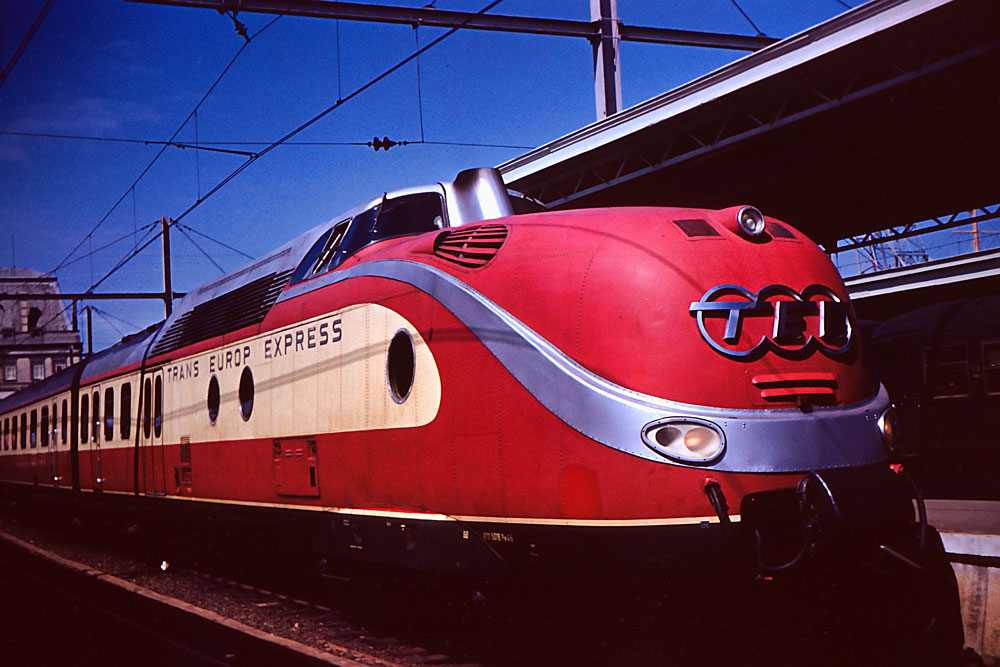
Trans-Europ-Express im Bahnhof Ostende

Der Bahnhof Ostende diente über Jahrzehnte neben dem Binnenverkehr an die Nordseeküste vor allem dem Umstieg zwischen Bahn und Fähre über den Ärmelkanal. Er war Ausgangspunkt bekannter internationaler Fern- und Luxuszüge wie dem Ostende-Wien-Express, dem Ostende-Köln-Pullman-Express oder dem Tauern-Express und zeitweise dem Nord-Express sowie dem berühmten Orient-Express. Außerdem der Trans-Europ-Express 28/29 (Saphir) nach Dortmund und über Kurswagen gab es auch direkte Verbindungen nach Istanbul, Athen, Stockholm oder Bukarest. 
In Dover gab es Anschluss an den Night Ferry (Schlafwagenzug) von/zum Bahnhof London Victoria.
Ende 2002 wurden die letzten verbliebenen durchgehenden Schnellzug/Intercity-Zugverbindungen von Köln via Aachen und Brüssel nach Ostende eingestellt. Die grenzüberschreitende Verbindung wurde durch den euregioAIXpress ersetzt. Die Reise von Köln nach Ostende erfordert heute ein- bis zweimaliges Umsteigen. Seitdem der Bahnhof Ostende ab dem 1. April 2015 nicht mehr vom Thalys angefahren wird, beschränkt sich das Zugangebot auf innerbelgische Verbindungen.
Mit Inbetriebnahme der umsteigefreien Bahnverbindung durch den Eurotunnel verlor der Bahnhof Ostende ab 1994 seine Bedeutung als Fährbahnhof.
| Linie | Verlauf | Takt Mo–Fr      | Takt Sa, So     |
| ----- | --- | --------------- | --------------- |
| IC 01 | Eupen – Welkenrath – Verviers-Central – Liège-Guillemins – Leuven – Brüssel-Nord – Brüssel-Central – Brüssel-Süd – Gent-Sint-Pieters – Brügge – Ostende                    | 60 min          | 60 min          |
| IC 02 | Ostende – Brügge – Gent-Sint-Pieters – Gent-Dampoort – Lokeren – Sint-Niklaas – Antwerpen-Berchem – Antwerpen-Centraal                                                     | 60 min          | 60 min          |
| IC 12 | Welkenrath – Verviers-Central – Liège-Guillemins – Leuven – Brüssel-Nord – Brüssel-Central – Brüssel-Süd – Gent-Sint-Pieters – Kortrijk – (Ostende erste und letzte Fahrt) | 60 min          | –               |
| IC 23 | Ostende – Brügge – Kortrijk – Zottegem – Brüssel-Süd – Brüssel-Central – Brüssel-Nord – Flughafen Brüssel-Zaventem                                                         | 60 min          | 60 min          |
| P     | verschiedene Verstärkerfahrten | HVZ             | –               |
| ICT   | verschiedene Fahrten von/zu touristischen Orten | Touristensaison | Touristensaison |